# 許乃濟
許乃濟（1777年—1839年），字叔舟，號青士，浙江杭州府錢塘縣人，清朝政治人物。

## 生平
許乃濟是嘉慶十四年（1809年）己巳恩科二甲第四名進士。選翰林院庶吉士，散館授編修，二十五年（1820年）任山東道監察御史，道光三年（1823年）任兵科給事中，五年（1825年）任肇羅道，七年（1827年）改廣東督糧道，九年（1829年）改高廉道，十三年（1833年）任光祿寺少卿，十四年（1834年）任廣東學政，十六年（1836年）任太常寺少卿。同年向道光帝上呈《鴉片例禁愈嚴流弊愈大亟請變通辦理折》，主張取消鴉片輸入禁令，准許公開買賣。十八年（1838年）九月道光帝採納鴻臚寺卿黃爵滋的嚴禁鴉片主張，許乃濟降為六品致仕，十九年（1839年）卒。二十年（1840年）其師禮部尚書貴慶奏請酌復禁鴉片舊例，要求放寬吸食鴉片百姓絞刑處罰，道光帝不予採納。

## 家族
根據浙江《高陽許氏族譜》記載：
- 父許學范，乾隆三十七年（1772年）壬辰科進士，官至刑部員外郎。許學范有七子：許乃來、許乃大、許乃濟、許乃谷、許乃普、許乃釗、許乃恩，其中許乃濟、許乃普、許乃釗三子登進士，其餘四子皆中舉人，故有“七子登科”之美譽。當時的學者、書法家梁同書曾寫對聯“世間數百年舊家，無非積德；天下第一件好事，還是讀書”贈予許學范。
- 子許華身，娶雲南布政使潘恭辰之女。
- 子許桂身，娶湖南巡撫陸費瑔之女，陸費瑔祖父陸費墀，官至禮部侍郎、《四庫全書》總校官，陸費瑔外祖父陳用敷，官至安徽巡撫，陳用敷叔父陳世倌，官至文淵閣大學士。
- 子許桐身，娶湖廣總督程矞采之女。
- 從子許彭壽，原名壽身，許乃普之子，道光二十七年（1847年）丁未科進士，先後娶相國曹振鏞、阮元兩人孫女曹氏、阮氏（即曹恩汴、阮福之女）。
- 從子許鈐身，許乃普之子，娶浙江布政使劉喜海（東閣大學士劉統勳曾孫，劉墉侄孫，尚書劉鐶之子）之女。
- 從子許庚身，許乃谷之子，其子娶軍機大臣孫毓汶之女。
- 從子許樾身，許乃谷之子，娶河道總督徐端孫女。
- 從子許祐身，許乃恩之子，娶俞樾次女俞繡孫，其女嫁陝西布政使錢能訓。許祐身孫女嫁俞平伯。
- 從女許禧身，許乃恩之女，嫁直隸總督陳夔龍，其姊妹嫁禮部尚書廖壽恆。

## 著作
- 《許太常奏稿》1卷
- 《二許集》2卷
- 《許乃濟丙申日記》